# Jelena Czałych
Jelena Walerjewna Czałych (ros. Елена Валерьевна Чалых, ur. 25 marca 1974 w Rubcowsku) – rosyjska kolarka torowa i szosowa, trzykrotna medalistka torowych mistrzostw świata.

## Kariera
Pierwszy sukces Jelena Czałych osiągnęła w 1990 roku, kiedy została mistrzynią świata juniorów w indywidualnym wyścigu na dochodzenie, a w wyścigu punktowym zdobyła brązowy medal. W tej kategorii wiekowej zdobyła również srebrny medal w indywidualnym wyścigu na dochodzenie w 1992 roku. W 2000 roku, podczas mistrzostw świata w Manchesterze wywalczyła brązowy medal w tej samej konkurencji, ulegając tylko Brytyjce Yvonne McGregor i Niemce Judith Arndt. Sukces ten powtórzyła także na mistrzostwach świata w Antwerpii w 2001 roku, tym razem ulegając Holenderce Leontien van Moorsel oraz swej rodaczce Oldze Slusariewej. W tym samym roku została ponadto mistrzynią Rosji w wyścigu ze startu wspólnego. Podczas mistrzostw świata w Melbourne w 2004 roku ponownie była trzecia w indywidualnym wyścigu na dochodzenie, wyprzedziły ją wtedy Sarah Ulmer z Nowej Zelandii i Katie Mactier z Australii. W 2008 roku była mistrzynią kraju w indywidualnej jeździe na czas, a dwa lata później była czwarta wyścigu punktowym na mistrzostwach świata w Kopenhadze. Walkę o brązowy medal przegrała tam z Białorusinką Taccianą Szarakową.